# Hybrid Theory
Hybrid Theory är det amerikanska bandet Linkin Parks första fullängdsalbum och utgavs den 24 oktober 2000. Gruppens basist Dave "Phoenix" Farrell deltog inte vid inspelningen, eftersom han vid tillfället var på turné med bandet The Snax. Huvuddelen av basspåren spelades därför av gitarristen Brad Delson. 2001 blev Hybrid Theory det mest sålda albumet i USA.

## Låtlista
1. "Papercut" – 3:05
2. "One Step Closer" – 2:36
3. "With You" – 3:23
4. "Points of Authority" – 3:20
5. "Crawling" – 3:29
6. "Runaway" – 3:04
7. "By Myself" – 3:10
8. "In the End" – 3:36
9. "A Place for My Head" – 3:05
10. "Forgotten" – 3:14
11. "Cure for the Itch" – 2:37
12. "Pushing Me Away" – 3:12

## Singlar
- "One Step Closer" - 15 januari 2001
- "Crawling" - 1 maj 2001
- "Papercut" - 25 september 2001
- "In the End" - 20 november 2001

## Musiker
- Mike Shinoda - sång, gitarr, keyboard m.m.
- Brad Delson - gitarr, bas
- Rob Bourdon - trummor
- Chester Bennington - sång
- Scott Koziol - bas på "One Step Closer"
- Ian Hornbeck - bas på "Papercut", "A Place For My Head", och "Forgotten"
- Joseph Hahn - turntables m.m.